# Póka Balázs
Póka Balázs (Eger, 1947. június 2. –) magyar operaénekes (bariton), művészeti vezető.

## Életpályája
Semmelweis Orvostudományi Egyetemen szerzett diplomát. Radiológus szakorvos. Hoór-Tempis Erzsébet, Mircea Breazu és Mario Sarti irányításával magánúton tanult énekelni. Még orvostanhallgatóként ő alakította nagy sikerrel 1972-ben a Jézus Krisztus Szupersztár musicalben Pilátus szerepét. 1976-tól a Magyar Állami Operaház magánénekese. Jelenleg művészeti vezetőként tevékenykedik a PS Produkciónál, amit feleségével Simon Edittel alapítottak, és mely olyan produkciókat vitt színpadra, mint Vámpírok bálja (musical),  Sakk (musical), a We Will Rock You (musical) és a Sztárcsinálók rockopera.
Testvére, Póka Eszter szintén operaénekes volt.
Számos lemezfelvétel készült vele. Több TV opera főszereplője.

## Repertoárja, főbb szerepei
- Luna gróf (Verdi: A trubadúr);
- Rodrigo (Verdi: Don Carlos)
- Ford (Verdi: Falstaff)
- Germont (Verdi: Traviata)
- Don Giovanni (Mozart: Don Giovanni)
- Valentin (Gounod: Faust);
- Anyegin (Csajkovszkij).
- Figaro (Rossini: A sevillai borbély)
- Escamillo (Bizet: Carmen)
- Morales (Bizet: Carmen)
- Dandini (Rossini : Hamupipőke)
- Szelim (Rossini: A török Itáliában)
- Germano (Rossini: A selyemlétra)
- Silvio (Leoncavallo: Bajazzók)
- Malatesta (Donizetti: Don Pasquale)
- Lescaut (Puccini: Manon Lescaut)
- Ping (Puccini: Turandot)
- Marcel (Puccini: Bohémélet)
- Schaunard (Puccini: Bohémélet)
- Jake (Gershwin: Porgy és Bess)
- Herrufer (Wagner: Lohengrin)
- Albert (Massenet: Werther)
- Amida (Cavalli: Ormindo)
- Pasquariello (Gazzaniga: Don Giovanni Tenorio)
- Barak (Busoni: Turandot)

## Díjai, elismerései
- Ezüstdiploma, II. Pulai énekverseny (1977)
- Bartók Béla - Pásztory Ditta díj (1992)